# Rudolf Böhm (Schriftsteller)
Rudolf Böhm (* 28. August 1917 in Deutsch-Rasselwitz; † nach 1976) war ein deutscher Schriftsteller, insbesondere Drehbuchautor für Filme und Fernsehspiele, in der DDR.

## Leben und Werk
Böhm war der Sohn eines Werkmeisters der Schlesischen Staatsbahn. Er absolvierte das Gymnasium und gehörte bis 1934 der Bündischen Jugend an. Er studierte in Breslau, München und Wien Philosophie, Geschichte und Kunstgeschichte, bis er 1939 zur Wehrmacht eingezogen wurde. 1940 konnte er in Wien die Staatsprüfung in Philosophie und Geschichte ablegen. Er nahm als Leutnant am Zweiten Weltkrieg teil und geriet 1943 bei Stalingrad in sowjetische Gefangenschaft. Im Kriegsgefangenenlager beteiligte er sich an Aktivitäten des Nationalkomitees Freies Deutschland.
Im Sommer 1945 wurde Böhm nach Berlin entlassen. Schon 1945 trat er der KPD bei. Ab September 1945 arbeitete er als Referent für Studienangelegenheiten bei der Zentralverwaltung für Volksbildung. Er war für die Immatrikulationskommission zuständig und Mitglied des Zentralen Jugendausschusses. Am 7. März 1946 gehörte er zu den Gründern der FDJ, und von Juni 1946 bis Mai 1947 war er Sekretär für Studentenangelegenheiten im Zentralrat der FDJ. Von 1947 bis 1949 fungierte er als Lizenzträger und Chefredakteur der FDJ-Studentenzeitschrift Forum. Ab 1949 war er persönlicher Referent des Ministers für Volksbildung, Paul Wandel, dann Mitarbeiter des Büros von Anton Ackermann im Zentralsekretariat der SED. Ab 1954 war er stellvertretender Leiter der Hauptverwaltung Film und von 1956 bis 1958 Chefdramaturg und mit Albert Wilkening Direktor des DEFA-Spielfilmstudios Babelsberg. Im Zusammenhang mit der Parteikampagne der SED gegen den Revisionismus wurde gegen ihn ein Parteiverfahren durchgeführt, und er wurde entlassen.
Danach arbeitete er in Berlin freischaffend als Schriftsteller, vor allem als Drehbuchautor für die DEFA und das Fernsehen der DDR. Er schrieb Drehbücher für etwa 60 Filme und Fernsehspiele. Als seine wichtigste Arbeit galt der fünfteilige Fernsehfilm Geboren unter schwarzen Himmeln (1962, mit Jutta Bartus).
Böhm verarbeitete in mehreren Drehbüchern die Tätigkeit des Nationalkomitees Freies Deutschland, wobei er sich der Methodik des Abenteuerfilms bediente. Auch für fünf Folgen der Fernsehreihe Polizeiruf 110 schrieb er das Drehbuch.

## Ehrungen
- 1960: Kunstpreis der Gesellschaft für Deutsch-Sowjetische Freundschaft
- 1963: Erich-Weinert-Medaille
- 1968: Nationalpreis der DDR (im Kollektiv)

## Beispiele für Drehbücher
- Schritt für Schritt (1960)[2]
- Immer am Weg dein Gesicht (1960)
- Geboren unter schwarzen Himmeln (1962; 5 Teile)
- Die andere Front (1965; 2 Teile)[3]
- Herr Iwan (1965; mit Lew Romanowitsch Scheinin)[4]
- Geheimkommando Bumerang (1966; 3 Teile)[5]
- Geheimkommando Ciupaga (1967; 3 Teile)[6]
- Geheime Spuren (1969; 3 Teile)[7]
- Polizeiruf 110 (1972–1976; 5 Folgen)
  - Folge 3: Polizeiruf 110: Die Maske (1972)
  - Folge 17: Polizeiruf 110: Vorbestraft (1973)
  - Folge 25: Polizeiruf 110: Fehlrechnung (1974)
  - Folge 37: Polizeiruf 110: Reklamierte Rosen (1976)
  - Folge 43: Polizeiruf 110: Bitte zahlen (1976)